# Daido-Toyosato (métro d'Osaka)
Daido-Toyosato (だいどう豊里駅, Daidō-Toyosato-eki) est une station du métro d'Osaka sur la ligne Imazatosuji dans l'arrondissement de Higashiyodogawa à Osaka.

## Situation sur le réseau
La station Daido-Toyosato est située au point kilométrique (PK) 1,7 de la ligne Imazatosuji, entre les stations Zuiko 4-chome et Taishibashi-Imaichi.

## Histoire
La station a été inaugurée le 24 décembre 2006.

## Services aux voyageurs

### Accès et accueil
La station est ouverte tous les jours.

### Desserte
- Ligne Imazatosuji :
  - voie 1 : direction Imazato
  - voie 2 : direction Itakano

## Dans les environs
- Fleuve Yodo
- Pont Toyosato (ja)